# 行徳魚屋浪漫スーパーバイトJ
『行徳魚屋浪漫スーパーバイトJ』（ぎょうとくさかなやろまんスーパーバイトジェー）は、沼田純による日本の漫画作品。『週刊少年チャンピオン』（秋田書店）で、2010年19号から20号と23号から25号で『魚屋レジェンド スーパーバイトJ』のタイトルで短期集中連載をした後、『行徳魚屋浪漫スーパーバイトJ』とタイトルを変更して2010年28号から2012年18号まで連載した。連載終了後の2012年20号で、『クローバー』のテレビドラマ撮影風景を描いた『ドラマ「クローバー」撮影現場レポート』が掲載された。

## 概要
漫画家のNJ（ヌマタジュン）が、漫画描きだけでは食べていけないためアルバイトをしている某スーパーマーケットの鮮魚部の風景と職場の人々を描いた日記漫画である。この漫画を描くことになったきっかけは、編集者に「日記マンガがウケるらしい」と言われたことによる。バイト先のスーパーでの出来事だけでなく、『週刊少年チャンピオン』編集部主催のイベントや工場見学のレポートなどが描かれることもある。
キャッチコピーは、「実録ほのぼのカニコーセン!!」。

## 登場人物
NJ（ヌマタジュン）
この漫画の語り手の漫画家。生まれは神奈川県、育ちは栃木県、千葉県市川市在住。趣味はテレビゲーム。愛読書は週刊少年チャンピオン。使用しているペン先は、ゼブラ製。
行徳地区の某スーパーの鮮魚部でアルバイトをしながら漫画を描いている。バイトでつらい事があっても、職場で様々な楽しみを見出しながら日々を過ごしている。
時給は800円。研修期間の間だけだったはずだが、ずっと据え置かれている。自転車通勤。
クロヌマティ
NJの心のダークサイドから現れる黒い人格。NJがささやかな幸福を感じている時に、それを台無しにするようなことを囁く。

### スーパーマーケットの関係者
ササキさん
鮮魚部のパート。NJの心を奪った女性。京都府出身。
コジマさん
鮮魚部のパート。NJが疲れている時に、よくお菓子をくれる男前な女性。ササキさんと仲が良い。茨城県出身。
ヨシノさん
NJのバイト先の先輩。おじさんだが、侮れない人物。NJの失敗をネタに笑いをとったり、パートさん達に無視されても語り続けるタフさがあったりする。また、陰で恨み言を呟いたり、人知れず鬱憤晴らしをしたりもしている。
イナゲ主任
鮮魚部の主任。正社員。職場で魚に一番詳しい人。相手が年上だと敬語になるが、仕事の話となると女の子でも泣かせてしまう強面。また、ちょっとドジなところや下ネタに照れてしまうところもあり、そんな怖さと可愛さを兼ね備えた人物。熱帯魚を飼っている。既婚者。電車通勤。通勤が大変なので、行徳に引っ越した。
NJが2008年に描いた読み切り漫画『ギゼンダーマン』を読んで気に入ってくれたらしく、主人公のポーズをNJの前でしてみせてくれた。
イナゲ主任の奥さん。
主任の奥さん。何度あっても、なかなかNJの顔を覚えてくれない。
ミツイシさん
鮮魚部の新人のパート。NJより年上。独身。普通に仕事ができる人であるため、すぐに先輩のNJより出来る人になった。
ムラノさん
NJのバイト先のスーパーの店長。アイデアマンで、バレンタインデーだからということで「チョコ添え刺身の盛り合わせ」を考案して、それを完売させる凄い人。NJに鮮魚部で働くよう勧めてくれた。
NJが漫画を描いている事を知って応援してくれており、NJが2008年に描いた読み切り漫画『ギゼンダーマン』をスーパーで働く皆に宣伝してくれた。
28話で、赴任してきたフカヤさんが店長になるに伴い、副店長になる。60話でフカヤさんが本店に戻った際、店長に返り咲く。
フカヤさん
28話からNJが働くスーパーの店長になった偉い人。60話で本店に帰った。
カサゴちゃん
某スーパーの鮮魚部に住む、さかな妖精さん。元気な女の子だけど、その言動には毒がある。トゲに注意。
フグコちゃん
カサゴちゃんのおともだちの、さかな妖精さん。クールな女の子。毒に注意。
ヤマナカ
鮮魚部に入った新人バイト。年齢は20代前半。魚屋で働いていた経験がある。若いゆえか、無茶なことをしたり、年上の相手にかみついたりする。しかし、すぐにバイトを辞めてしまった。
うどん屋のお兄さん
スーパーの近所のうどん屋さん。仕入れたものの売れずに困っていたウミヘビを購入してくれた。
タカマツくん
高校出たての新人アルバイト。イナゲ主任と衝突しまくる。バイトはすぐに辞めた。
社長
NJが働くスーパーマーケットの社長。70代。一代で築き上げたワンマン社長。
イハラさん
年末の忙しい時期にイナゲ主任が助っ人として呼んだ知り合いの魚屋さん。NJより年下。ぽっちゃりした体型で、あだ名はデブゴン。デブゴンという呼び名を、本人は気にしていない。
モリさん
異動で鮮魚部に配属されたスーパーの社員。独特のファッションセンスの持ち主。かなりの女好きで、異動の理由も女関係。ミツイシさんにセクハラした廉でスーパーの鮮魚部も異動になった。
イムラさん
新しい副店長。スーパーの生え抜きの社員。痩身で、穏やかな性格の草食系。仕事のできる人で、食品部に配属されてからそこの主任になり、その働きを認められて副店長になった。NJやムラノさんの失敗も優しくフォローしてくれる、できた人。

### 『週刊少年チャンピオン』の関係者
担当K（たんとうケー）
NJの担当編集者。にこやかな顔のまま、怖いことを言う。
細川 雅巳（ほそかわ まさみ）
『シュガーレス』の作者。3Starsの1人・「無糖星（むとうぼし）」。
佐渡川 準（さどがわ じゅん）
『ハンザスカイ』の作者。3Starsの1人・「空手星（からてぼし）」。
フクイタクミ
『ケルベロス』の作者。3Starsの1人・「崩星（くずれぼし）」。
沢（さわ）
『週刊少年チャンピオン』の編集長。3Starsイベントの時は、大勢の人の前で緊張していた。緊張を紛らわせるために、イベント前なのに酒を飲んで漫画家にからんだり、読者にサインを求められた事に気をよくし、自慢したりする鬱陶しい初老。
梅田 阿比（うめだ あび）
『フルセット!』『幻仔譚じゃのめ』『ブルーイッシュ』の作者。女性。とても小さい。歩くと「あびあび」と音がする。
西森 茂政（にしもり しげまさ）
『THEキザクラショウ』の作者。NJの作画の手伝いに来てくれた好青年。
安部 真弘（あんべ まさひろ）
『侵略!イカ娘』の作者。虚弱。

### 『魔法少女ササキサキ』
ササキさんの「NJが魚屋に来たくなるような漫画を描けばいい」という提案を元に生まれた、魔法少女の漫画
サキ
主人公。普段は、歩きながらカツオのタタキを食べるような普通の中学生の女の子。困った人を見かけた時は、サカナエナジーを集めて魔法少女サキにメタモルフォーゼする。モデルはササキさん。
コジ
使い魔。マスコット的な存在。モデルはコジマさん。
カラス男爵（カラスだんしゃく）
何でも食べる魚屋の敵。
野良ネコ王子（のらネコおうじ）
魔法少女サキの敵。敵だけど、かわいいからつい魚のきれっぱしをあげちゃう。猫背。

### その他
NJの妹
眼鏡をかけた女性。公務員。昔はNJを「お兄ちゃん」と呼んでいたが、現在は呼び捨てになっている。たまに兄におこづかいをあげる出来た妹。

## 単行本
- 沼田純『行徳魚屋浪漫スーパーバイトJ』秋田書店〈少年チャンピオン・コミックス〉、全3巻
  1. 2011年7月8日発売 ISBN 978-4-253-20261-9
  2. 2012年3月8日発売 ISBN 978-4-253-20262-6
  3. 2012年7月6日発売 ISBN 978-4-253-20265-7
    - 『トンボー』最終話と、読みきり作品『ギゼンダーマンG』を収録。